# Gamasomorpha perplexa
Gamasomorpha perplexa là một loài nhện trong họ Oonopidae.
Loài này thuộc chi Gamasomorpha. Gamasomorpha perplexa được miêu tả năm 1942 bởi Bryant.